# LET'S JAZZ -踊る五線譜-
『LET'S JAZZ』 -踊る五線譜-（レッツジャズ おどるごせんふ）は宝塚歌劇団の舞台作品。雪組公演。形式名は「グランド・ショー」。24場。
作・演出は草野旦。併演作品は『春櫻賦』。

## 解説
※『宝塚歌劇100年史（舞台編）』の宝塚大劇場公演を参考にした。
ニューオーリンズで黒人によってジャズが誕生した。様々な角度からジャズの魅力をフィーチャーし、そのエンターテイメント性を前向きに押し出したグランド・ショー。未来に対する希望と、計り知れないエネルギーをジャズの本質である明るさ、楽しさに託した躍動感に溢れた作品。ジャズの都会的な雰囲気、その起源であるアフリカの力強さ等が、お洒落な音楽に乗せてスピーディーに展開した。

## 公演期間と公演場所
- 1997年12月19日 - 1998年2月1日　宝塚大劇場[1]
- 1998年4月3日 - 4月30日　帝国劇場（東京公演）[2]

## スタッフ
※氏名の後ろに「宝塚」、「東京」の文字がなければ両劇場共通。
- 作曲・編曲：高橋城[1]、宮原透[1]、鞍富真一[1]、宮川彬良[1]
- 音楽指揮：野村陽児[1]
- 振付：羽山紀代美[1]、尚すみれ[1]、名倉加代子[1]、上島雪夫[1]、伊賀裕子[1]
- 装置：大橋泰弘[1]
- 衣装：任田幾英[1]
- 照明：勝柴次朗[1]
- 音響：加門清邦[1]
- 小道具：中屋民生[1]
- 効果：万波一重
- 演出助手：荻田浩一（宝塚[1]）、児玉明子（宝塚[1]）、大野拓史（東京[2]）
- 振付助手：若央りさ[1]
- 音楽助手：木川田新（東京[2]）
- 衣装補：田口美香[1]
- 舞台進行：西原徳充[1]
- 舞台監督：滝澤辰也（東京[2]）、岡本栄策（東京[2]）、藤村信一（東京[2]）、藤岡敬枝（東京[2]）
- 制作：植田孝[1]
- 演奏：宝塚管弦楽団（宝塚[1]）
- 録音演奏：宝塚管弦楽団（東京[2]）

## 主な配役
- キング・オブ・ジャズ、クレオール、プリチャーマンS、マルディグラの男S・老人、マルディグラの男S、ルイ、歌う紳士S、デュエットの紳士S、パレードの紳士S - 轟悠[1]
- ジャズシンガー女S、ミンストレル・スター女、マルディグラの女S・老人、マルディグラの女S、ローズマリー、デュエットの淑女S、パレードの淑女S - 月影瞳[1]
- ジャズシンガー男S、ミンストレル・スター男、プリチャーマンA、マルディグラの男A、キングフォスター、歌う紳士A、デュエットの歌手、パレードの紳士S2 - 香寿たつき[1]
- ジャスシンガー男A、ミンストレル・シンガー、ジャズスピリット・男、マルディグラの男A、踊る紳士A、パレードの紳士A - 汐風幸[1]
- ジャズシンガー男A、ミンストレル・シンガー、ジャズスピリット・男、マンディグラの男A、ジャズメン、踊る紳士A、パレードの紳士A - 安蘭けい[1]
- ヒップ - 未沙のえる[1]
- ホップ - 箙かおる[1]